# Barbara Piasecka Johnson
Barbara "Basia" Piasecka Johnson (született Barbara Piasecka) (Staniewicze, 1937. február 25. – Wrocław, 2013. április 1.) lengyel születésű amerikai műgyűjtő.

## Élete
Lengyelország keleti, ma Fehéroroszországhoz tartozó részén született. Apja földműves volt. A család a második világháború utáni területcserék nyomán Wrocławban telepedett le, ahol Barbara művészettörténetből szerzett diplomát. 1968-ban 100 dollárral a zsebében, nyelvtudás nélkül kivándorolt az Egyesült Államokba, ahol szakácsnőként és cselédlányként talált állást a Johnson & Johnson családi vagyon akkori tulajdonosánál, idősebb J. Seward Johnsonnál és feleségénél.
J. Seward Johnson maga is műgyűjtő volt, és egy vásárlásával kapcsolatban Barbara bebizonyította, hogy az nem az állítólagos mester, hanem egy tanítványa műve. Ettől kezdve szakértőnek léptették elő. Johnson hamarosan beleszeretett, annyira, hogy 1971-ben még akkori feleségétől, két gyermekének anyjától is elvált. Nyolc nappal a válás után a 76 éves férfi már feleségül is vette a 34 éves Piaseckát, az esküvőn a vőlegény hat felnőtt gyermeke közül egy sem jelent meg.
Id. J. Seward Johnson 1983-ban meghalt és végrendeletében Barbara Piaseckára hagyta csaknem teljes vagyonát, kihagyva gyermekeit és az általa alapított floridai óceánkutató intézetet is, amely addig a szívügye volt. Gyermekei szerint mostohaanyjuk bírta rá akkor már beszámíthatatlan apjukat a végrendelet aláírására.
Az özvegy szerint viszont Johnson a botrányaik miatt hagyta ki végrendeletéből leszármazottait, akikről egyébként már korábban gondoskodott alapítványok révén.
Az akkor félmilliárd dollárosra becsült vagyon érdekében egy 1986-os perben a felek összesen 17 millió dollárt fizettek ki ügyvédi költségként, de végül peren kívül egyeztek meg úgy, hogy az asszonyé lett a vagyon nagyobb része.
A Forbes 2013. márciusi adatai szerint Barbara Piasecka Johnson 3,6 milliárd dollárra tehető vagyonával a földkerekség 376. leggazdagabb embereként, egyben a világ 42. leggazdagabb asszonyaként hunyt el.
Az államszocialista Lengyelországban a közvélemény előtt ismeretlen maradt. 1990 után dollármilliókat ajánlott fel a bezárás fenyegette a gdanski hajógyár, a Szolidaritás ellenzéki szakszervezet bölcsőjének megmentésére, ezzel vált ismertté.
Piasecka a 90-es években Monacóban telepedett le, de gyakran járt, és hosszabb időket töltött Lengyelországban.
Barbara Piaseckát jelentős műgyűjtőként is volt, Claude Monet, Pablo Picasso, Caravaggio és Rembrandt alkotásaiból is több festmény volt a birtokában. A gyűjtemény egyes darabjai jelenleg egy monacói múzeumban, mások a Varsói Nemzeti Múzeumban láthatók. Több jelentős műkincs-üzlet is fűződik Piasecka nevéhez: 2004-ben például ő adta el II. János Ádám liechtensteini hercegnek 36,7 millió dolláros rekordáron a világ legdrágább bútordarabját, egy 18. századi Badminton fiókos szekrényt. 2009-ben egy Rembrandt-portrét adott el 32,9 millió dollárért Steve Wynn kaszinómágnásnak.
Lengyelországban aktív humanitárius tevékenységet fejtett ki is, többek között autista gyermekeknek létesített alapítványt és iskolát Gdanskban.